# Élections constituantes de 1945 dans les Bouches-du-Rhône
Les élections constituantes françaises de 1945 se déroulent le 21 octobre.

## Mode de scrutin
Les députés sont élus selon le système de représentation proportionnelle suivant la règle de la plus forte moyenne dans le département, sans panachage ni vote préférentiel.
Il y a 586 sièges à pourvoir.
Dans le département des Bouches-du-Rhône, treize députés sont à élire.
Les législateurs ne voulant pas que les circonscriptions dépassent les 9 sièges, le département est découpé en 2 circonscriptions.
La première correspond à l'arrondissement de Marseille moins le canton de Roquevaire, dotée de 9 sièges, la deuxième englobe le reste du département et 4 sièges.

## Élus
Les treize députés élus sont : 

### 1recirconscription (Marseille) 9 sièges
| Identité                | Parti | Parti |
| ----------------------- | ----- | ----- |
| François Billoux        |       | PCF   |
| Jean Cristofol          |       | PCF   |
| Raymonde Nédellec       |       | PCF   |
| Paul Cermolacce         |       | PCF   |
| Gaston Defferre         |       | SFIO  |
| Francis Leenhardt       |       | SFIO  |
| Irène Laure             |       | SFIO  |
| Alexandre Chazeaux      |       | MRP   |
| Germaine Poinso-Chapuis |       | MRP   |

### 2ecirconscription (Reste BdR) 4 sièges
| Identité      | Parti | Parti |
| ------------- | ----- | ----- |
| Félix Gouin   |       | SFIO  |
| Max Juvénal   |       | SFIO  |
| Adrien Mouton |       | PCF   |
| Raoul Francou |       | MRP   |

## Résultats

### Résultats première circonscription
| Liste (parti)  | Liste (parti)                  | Tête de liste       | Résultats | Résultats | Sièges | Sièges |
| Liste (parti)  | Liste (parti)                  | Tête de liste       | Voix      | %         |        |        |
| -------------- | ------------------------------ | ------------------- | --------- | --------- | ------ | ------ |
|                | PCF                            | François Billoux    | 122 096   | 41,72     | 4      |        |
|                | SFIO                           | Gaston Defferre     | 74 256    | 25,37     | 3      |        |
|                | MRP                            | Alexandre Chazeaux  | 59 979    | 20,49     | 2      |        |
|                | Diss.SFIO                      | Pierre Ferri-Pisani | 17 796    | 6,08      | -      |        |
|                | Républicaine-démocratique (FR) | Charles Mourre      | 15 848    | 5,42      | -      |        |
|                | Rad-Soc                        | Pascal Casanova     | 2 691     | 0,92      | -      |        |
|                |                                |                     |           |           |        |        |
| Inscrits       | Inscrits                       | Inscrits            | 344 293   | 100,00    | 9      |        |
| Votants        | Votants                        | Votants             | 300 284   | 87,22     |        |        |
| Blancs et nuls | Blancs et nuls                 | Blancs et nuls      | 7 618     | 2,54      |        |        |
| Exprimés       | Exprimés                       | Exprimés            | 292 666   | 97,46     |        |        |

### Résultats deuxième circonscription
| Parti          | Parti          | Tête de liste  | Résultats | Résultats | Sièges | Sièges |
| Parti          | Parti          | Tête de liste  | Voix      | %         |        |        |
| -------------- | -------------- | -------------- | --------- | --------- | ------ | ------ |
|                | SFIO           | Félix Gouin    | 51 874    | 41,40     | 2      |        |
|                | PCF            | Adrien Mouton  | 41 966    | 33,50     | 1      |        |
|                | MRP            | Raoul Francou  | 27 235    | 21,74     | 1      |        |
|                | Rad-Soc        | Jean Blanc     | 4 216     | 3,37      | -      |        |
|                |                |                |           |           |        |        |
| Inscrits       | Inscrits       | Inscrits       | 156 791   | 100,00    | 4      |        |
| Votants        | Votants        | Votants        | 127 656   | 81,42     |        |        |
| Blancs et nuls | Blancs et nuls | Blancs et nuls | 2 440     | 1,85      |        |        |
| Exprimés       | Exprimés       | Exprimés       | 125 291   | 98,15     |        |        |